# Kazimierz Junosza-Stępowski
Kazimierz Junosza-Stępowski (ur. 26 listopada 1880 w Wenecji, zm. 5 lipca 1943 w Warszawie) – polski aktor, jeden z najwybitniejszych aktorów przedwojennego polskiego kina.

## Życiorys

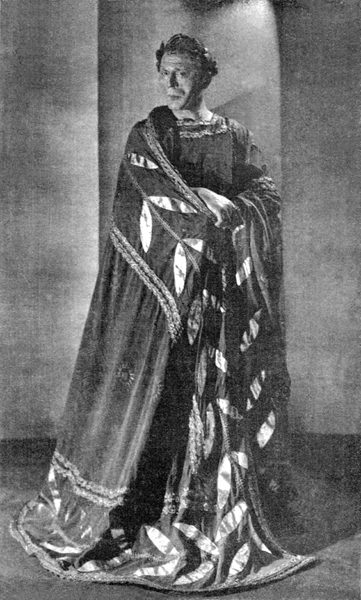
W roli tytułowej w sztuce K.H. Rostworowskiego Kajus Cezar Kaligula

Urodził się w bogatej rodzinie ziemiańskiej. Uczył się w Gimnazjum Nowodworskiego w Krakowie (1890–1892), później w gimnazjum jezuickim w Chyrowie (1892–1895), od 1895 w rosyjskim gimnazjum w Kamieńcu Podolskim. Początkowo planował poświęcić się karierze operowej, został obdarzony pięknym basem. 
Aktorski debiut miał miejsce pod pseudonimem Junosza, w roli Zbója w sztuce Alfreda Szczepańskiego Piast, w 1898 roku w poznańskim Teatrze Polskim. Grał tutaj później niewielkie rólki do 1899 roku. W 1900 roku wstąpił do Klasy Dykcji i Deklamacji Warszawskiego Towarzystwa Muzycznego, gdzie uczył się pod kierunkiem Wincentego Rapackiego, Mieczysława Frenkla, Romana Żelazowskiego i Władysława Szymanowskiego. Już w następnym roku zaangażował się do krakowskiego teatru Józefa Kotarbińskiego. Występował w teatrach Krakowa, Łodzi, Poznania. W 1913 roku już jako znany aktor ponownie pojawił się w Warszawie. Zaangażował się do Teatru Polskiego, prowadzonego przez Arnolda Szyfmana. Na deskach tej sceny odniósł liczne sukcesy teatralne.

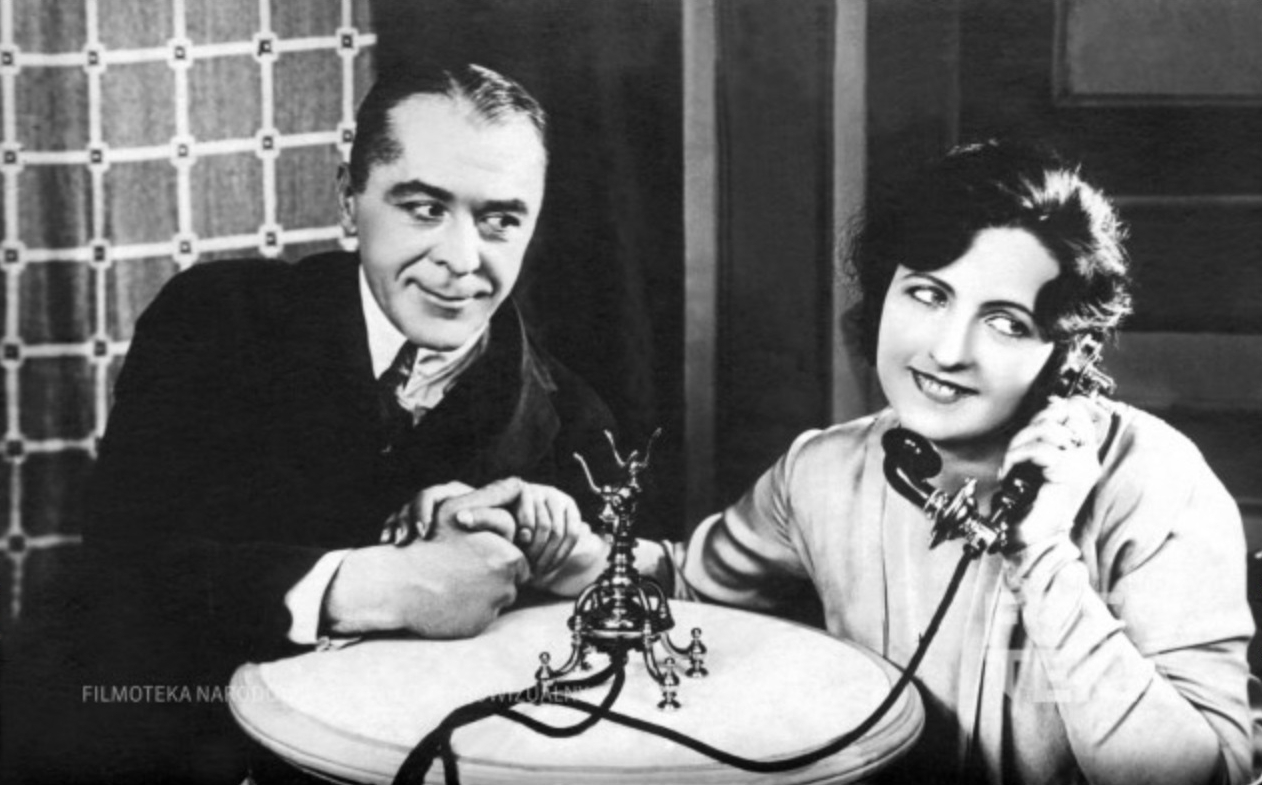
Kazimierz Junosza-Stępowski z Jadwigą Smosarską w filmie Trędowata (1926)

Z filmem zetknął się już w 1902 roku, występując w kilku jednoaktówkach realizowanych przez pioniera polskiej kinematografii Kazimierza Prószyńskiego. Przez długie lata występował w kilku filmach rocznie. Do 1939 pojawił się łącznie w 57 produkcjach (w tym 22 niemych), a stawki, które dostawał, były najwyższe w historii polskiego kina międzywojennego.

### II wojna światowa
Wybuch II wojny światowej zastał go na występach w Wilnie. Wrócił wtedy do Warszawy. Jego postawa podczas okupacji niemieckiej do dziś wzbudza kontrowersje. Był krytyczny wobec kampanii wrześniowej, m.in. oskarżał Polaków o doprowadzenie do wybuchu wojny. Początkowo pracował jako barman w kawiarniach „Fregata” i „Złota kaczka”, a następnie prowadził spółdzielczą kawiarnię aktorską „Znachor” przy ul. Boduena 4. Pracowali tam znani aktorzy: Ewa Kunina, Maria Gella, Hanna Różańska, Anna Jaraczówna, Mieczysław Milecki i inni. Później porzucił jednak „Znachora” i, łamiąc zakaz konspiracyjnego ZASP, zaczął występować na deskach jawnego warszawskiego Teatru „Komedia”, prowadzonego przez kolaborującego z Niemcami Igona Syma. Wynajmował pokój niemieckiemu oficerowi pełniącemu funkcję naczelnika stacji Warszawa Główna. Był z nim w zażyłych stosunkach, często gościł go przy własnym stole. Odmówił jednak, mimo grożących mu represji, udziału w antypolskim obrazie propagandowym Heimkehr (1941). Według relacji Romana Niewiarowicza, reżysera Teatru Komedia i jednocześnie członka AK, miał odpowiedzieć: 

Jestem Polakiem, nazywam się Junosza-Stępowski, a Polakowi biorącemu udział w tym filmie każdy powinien napluć w oczy.

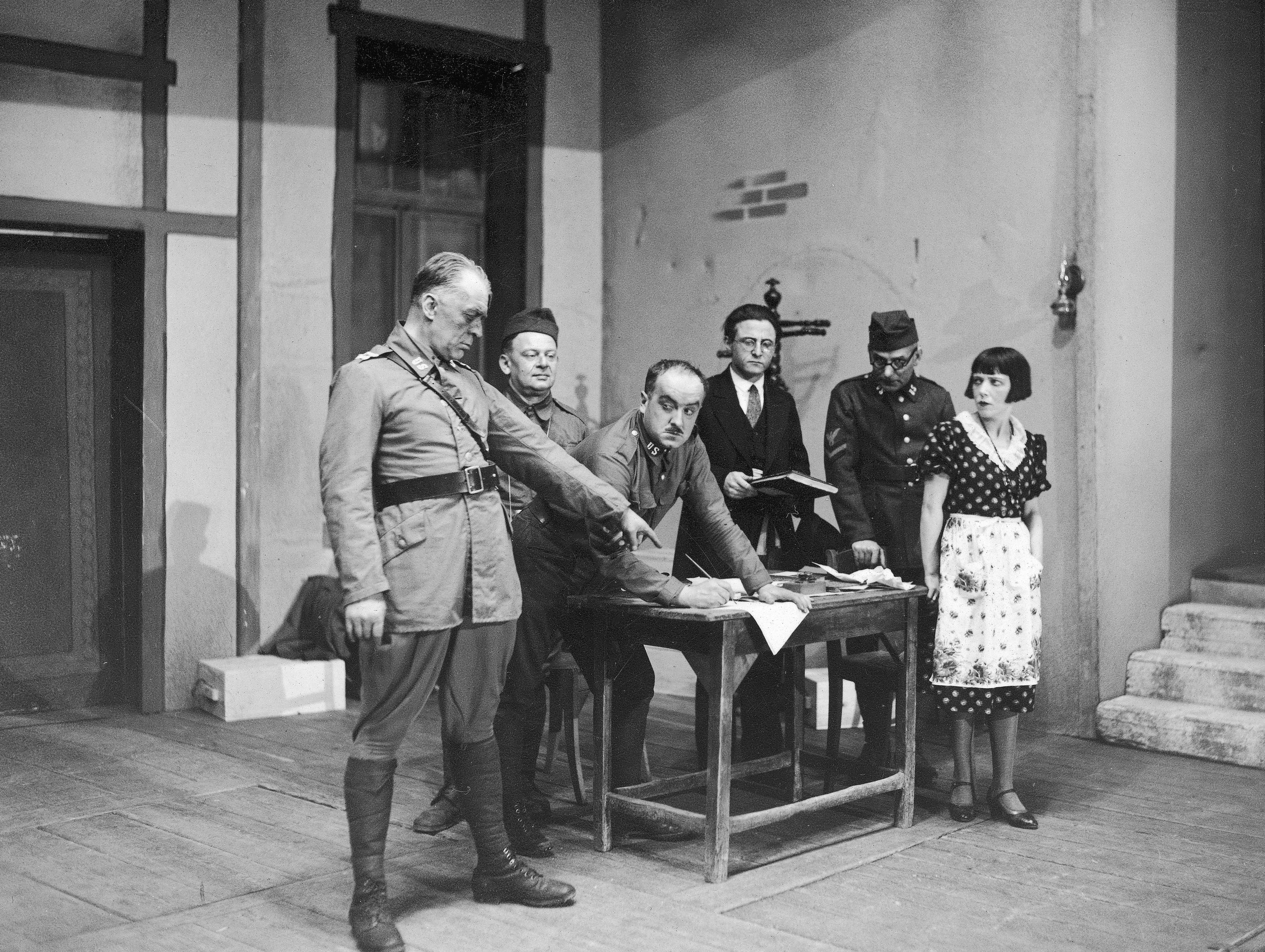
Scena z przedstawienia Rywale w Teatrze Miejskim im. J. Słowackiego w Krakowie (1929). Od lewej: Kazimierz Junosza-Stępowski, Józef Leliwa, Kazimierz Fabisiak, Wilhelm Wichurski, Stefan Turski, Stanisława Kostecka.

5 lipca 1943 roku Junosza-Stępowski został postrzelony w swym warszawskim mieszkaniu na piątym piętrze kamienicy przy ul. Poznańskiej 38 przez oddział egzekucyjny polskiego podziemia, prawdopodobnie gdy zasłaniał ciałem swą żonę Jadwigę Galewską. Jak podaje Stanisław Janicki – znawca polskiego kina przedwojennego, Galewska podczas wojny trudniła się oszustwem, wyłudzając pieniądze od rodzin osób aresztowanych przez Niemców, pod pretekstem rzekomego załatwienia ich zwolnienia. Część źródeł podaje również, że była konfidentką gestapo. Za swoją antypolską działalność otrzymała wyrok śmierci wydany przez władze Polski Podziemnej. Junosza-Stępowski stał się przypadkową ofiarą tej egzekucji. Przebieg wydarzeń nie jest pewny – inna wersja mówi, że żony wtedy w domu nie było, a państwo podziemne w celu zatuszowania pomyłki ogłosiło, że aktor sam również był zdrajcą. Po kilku godzinach zmarł po przewiezieniu do szpitala. Został pochowany na cmentarzu Powązkowskim w Warszawie (kwatera 96-6-9). Wyrok na jego żonie wykonano wiosną 1944 roku.
W 1946 Sąd Weryfikacyjny ZASP przystąpił do pośmiertnej weryfikacji aktora, a w 1954 sprawą ponownie zajął się SPATiF. W obu postępowaniach nie zajęto jednoznacznego stanowiska i zakończyły się one bez ogłoszenia werdyktu.

### Życie prywatne

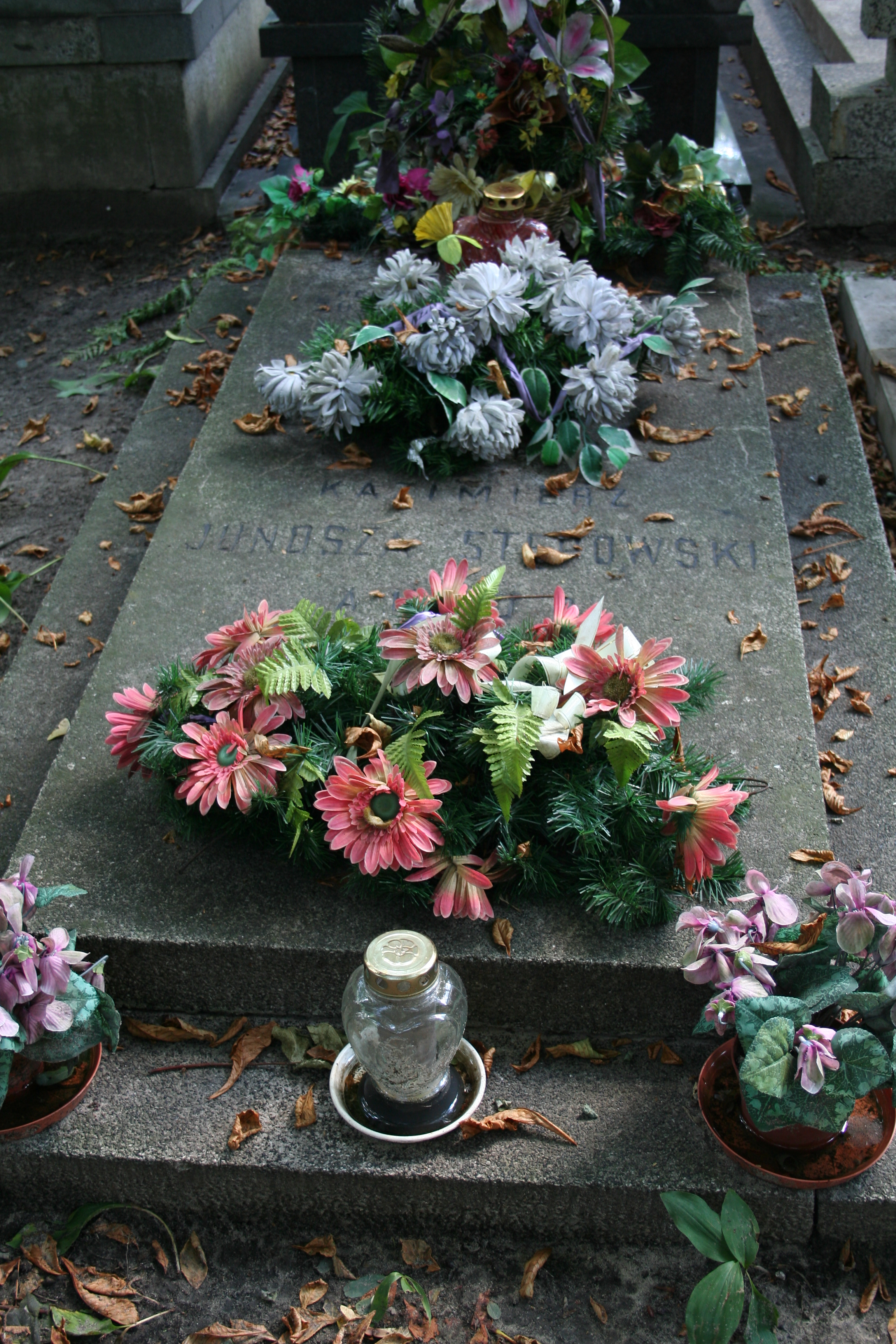
Grób aktora na cmentarzu Powązkowskim w Warszawie

Po I wojnie światowej miał już status gwiazdy. Bardzo popularny wśród kobiet, angażował się w krótkie i nieznaczące romanse. W 1915 roku po krótkim małżeństwie na zawał serca umarła jego pierwsza żona, 25-letnia wtedy aktorka Helena Jankowska. Niewiele później aktor spotkał swoją największą miłość, 17-letnią studentkę Marę, z którą spędził 6 lat i która miała pozytywny wpływ na jego karierę. Po rozstaniu pozostali przyjaciółmi.
W 1922 roku zakochał się w Jadwidze Galewskiej, młodszej od siebie mężatce, której mąż w trakcie rozprawy rozwodowej popełnił samobójstwo. Aktor pobrał się z owdowiałą kobietą i adoptował jej kilkumiesięczne dziecko. Jadwiga przyjęła pseudonim Jaga Juno i próbowała kariery aktorskiej. Jednak jej występy na deskach Teatru Komedia były porażką, popularności nie zyskała także dzięki epizodom zagranym w kilku filmach u boku męża. Kompletną klapą zakończyło się tournée, które zorganizował jej Stępowski. Aktorka została wygwizdana, a widzowie, grożąc zdemolowaniem teatru, wymogli zwrot pieniędzy za bilety.
Junosza, pragnąc dla swej żony kariery diwy operowej, wysłał ją do Włoch na studia. Jednak te plany nie ziściły się, a Jadwiga wróciła z Włoch jako morfinistka, a według innych źródeł kokainistka. To właśnie problemy żony z nałogiem były prawdopodobnym powodem współpracy z kolaboracyjnym teatrem „Komedia”.  
Był stryjem aktora i piosenkarza Jaremy Stępowskiego.

## Ordery i odznaczenia
- Krzyż Oficerski Orderu Odrodzenia Polski (27 listopada 1929)[13]
- Złoty Krzyż Zasługi (1 marca 1935)[14]
- Złoty Wawrzyn Akademicki (5 listopada 1935)[15]

## Filmografia
- 1902 – Przygoda dorożkarza – pasażer
- 1902 – Powrót birbanta – birbant
- 1916 – Ochrana warszawska i jej tajemnice – naczelnik ochrany Prozierow
- 1916 – Studenci – Jan Paszkowski
- 1917 – Tajemnica Alei Ujazdowskich
- 1917 – Pokój nr 13
- 1917 – Jego ostatni czyn – włamywacz
- 1917 – Carat i jego sługi – Jerzy, syn Dymitra, książę Garin
- 1917 – Kobieta – hrabia Łaski
- 1918 – Mężczyzna – Jan Borowski
- 1918 – Złote bagno – baron Oskar Rosset
- 1918 – Sezonowa miłość – Darski
- 1919 – Krysta – Łucki
- 1920 – Bohaterstwo polskiego skauta – porucznik Janicki
- 1920 – Córka pani X – lord Nootword
- 1920 – Powrót – publicysta Jerzy Laski
- 1921 – Cud nad Wisłą – agent bolszewicki
- 1922 – Strzał – Jan Czarski/Ryszard Czarski syn Jana
- 1922 – Tajemnica przystanku tramwajowego – hrabia Roman Opolski
- 1927 – Uśmiech losu – Jan Kozłowski
- 1927 – Martwy węzeł – detektyw
- 1927 – Ziemia obiecana – Karol Borowiecki
- 1930 – Tajemnica lekarza – Richard Parson
- 1930 – Wiatr od morza – Friedrich von Arffberg
- 1931 – Uwiedziona – Rawicz
- 1933 – Dzieje grzechu – Płaza-Spławski
- 1934 – Przebudzenie
- 1934 – Córka generała Pankratowa – generał Pankratow
- 1934 – Młody las – profesor Pakotin
- 1935 – Dzień wielkiej przygody – szmugler
- 1935 – Kochaj tylko mnie – Żarski
- 1936 – Ada! To nie wypada! – hrabia Orzelski
- 1936 – Bohaterowie Sybiru – oficer gwardii carskiej
- 1936 – Pan Twardowski – szatan
- 1936 – Róża – naczelnik urzędu śledczego
- 1936 – Tajemnica panny Brinx – Karol Ulbert, szef agencji detektywistycznej
- 1936 – Trędowata – Maciej Michorowski
- 1936 – Wierna rzeka – Olbromski
- 1937 – Ordynat Michorowski – Maciej Michorowski
- 1937 – Płomienne serca – pułkownik Włodzimierz Stępiński
- 1937 – Ty, co w Ostrej świecisz Bramie – baron
- 1937 – Znachor – profesor Rafał Wilczur, alias Antoni Kosiba
- 1937 – Dziewczęta z Nowolipek – Mossakowski
- 1938 – Sygnały – Filip
- 1938 – Rena – prokurator Garda
- 1938 – Kobiety nad przepaścią – Wolak
- 1938 – Wrzos – prezes
- 1938 – Druga młodość – Ludwik Mohort
- 1938 – Ostatnia brygada – Kulcz
- 1938 – Profesor Wilczur – profesor Rafał Wilczur
- 1938 – Florian – dziadek Wereszczyński
- 1938 – Moi rodzice rozwodzą się – Józef Nałęcz, mąż Ady
- 1938 – Za winy niepopełnione – Józef Holski
- 1939 – U kresu drogi – Jan Turwid
- 1939 – Kłamstwo Krystyny – ojciec Marlecki
- 1939 – Doktór Murek – prezes Jazwicz

## Odniesienia w kulturze masowej
- Jako wybitny aktor wspomniany jest w przedwojennej piosence Kino ze słowami Andrzeja Własta[16].

Albo jakie to przyjemne jest dla ócz

Gdy w dramacie gra Junosza albo Brucz

- Historia Junoszy-Stępowskiego stała się inspiracją do napisania przez Kazimierza Brandysa powieści Rondo (1982)[2].
- Aktor jest pierwowzorem głównego bohatera filmu Oszołomienie w reżyserii Jerzego Sztwiertni (1988) o nazwisku Władysław Janota-Czerkański. W postać tę wcielił się Władysław Kowalski, zaś rolę jego żony grała Maria Pakulnis[17].